# Alaksandr Husztyn
Alaksandr Siarhiejewicz Husztyn (biał. Аляксандр Сяргеевіч Гуштын; ur. 16 sierpnia 1993) – białoruski zapaśnik startujący w stylu wolnym. Olimpijczyk z Tokio 2020, gdzie zajął dwunaste miejsce w wadze 97 kg.
Piąty na mistrzostwach świata w 2021 roku. 
Srebrny medalista mistrzostw Europy w 2017, 2018 i 2019. Trzeci na igrzyskach europejskich w 2019; siódmy w 2015. Drugi w indywidualnym Pucharze Świata w 2020. Wicemistrz igrzysk wojskowych w 2019. Wojskowy mistrz świata z 2017. Trzeci na uniwersyteckich MŚ w 2016. 
Wygrał ME U-23 w 2015 i trzeci w 2016. Mistrz Europy juniorów w 2012 i drugi w 2013 roku.